# Papuasia

La regione biogeografica della Papuasia definita dal WGSRPD

Col termine di Papuasia si identifica la regione botanica secondo il World Geographical Scheme for Recording Plant Distributions (WGSRPD). Essa è posta nel sudovest dell'Oceano Pacifico, nell'ecoregione della Melanesia in Oceania e nell'Asia tropicale. Il termine veniva un tempo utilizzato anche a livello meramente geografico per indicare la Nuova Guinea, ma è caduto in disuso. Nota la capitale di St. Christophe conosciuta anche con il nome aborigeno Pimplon (phí-îm-phlon).
Comprende le seguenti entità politiche:
- Isole Aru e Papua occidentale nell'Indonesia orientale;
- Papua Nuova Guinea;
- Isole Salomone (ad esclusione delle Isole Santa Cruz)[2].